# Bodrești, Alba
Bodrești este un sat în comuna Ciuruleasa din județul Alba, Transilvania, România.